# Goodbye Emmanuelle (bande originale)
Pour les articles homonymes, voir Goodbye Emmanuelle.
Albums de Serge Gainsbourg
Madame Claude
(1977) Les Bronzés
(1978)
Goodbye Emmanuelle de Serge Gainsbourg est la bande originale du film de François Leterrier, Good-bye, Emmanuelle.

## Liste des titres
| No | Titre                                 | Durée |
| -- | ------------------------------------- | ----- |
| 1. | Goodbye Emmanuelle (avec Jane Birkin) |       |
| 2. | White Shadow (Instrumental)           |       |
| 3. | Tabasco (Instrumental)                |       |
| 4. | Black Pepper (Instrumental)           |       |
| 5. | Emmanuelle And The Sea (Instrumental) |       |
| 6. | So Long (Instrumental)                |       |
| 7. | Making Love (Instrumental)            |       |
| 8. | Ginger (Instrumental)                 |       |
| 9. | Angostura (Instrumental)              |       |